# Cmentarz ewangelicko-augsburski w Aleksandrowie (Warszawa)
Cmentarz ewangelicko-augsburski w Aleksandrowie – cmentarz ewangelicki położony na terenie osiedla Aleksandrów w warszawskiej dzielnicy Wawer, przy ul. ks. Szulczyka.

## Opis
Cmentarz powstał w drugiej połowie XIX wieku jako miejsce pochówku dla zamieszkujących wówczas wieś Aleksandrów, niemieckich kolonistów z Meklemburgii i Pomorza. Cmentarz działał do końca II wojny światowej. Do dzisiaj zachowało się kilkanaście nagrobków z inskrypcjami w języku polskim i niemieckim.  
Od 2016 cmentarz ujęty jest w gminnej ewidencji zabytków.